# Winterport (Maine)
Winterport est une ville du comté de Waldo, dans le Maine (États-Unis). Elle compte 3 757 habitants selon le recensement des États-Unis de 2010.

## Histoire
D'abord fondée en 1766 comme une partie de Frankfort, elle s'en détache et est incorporée le 12 mars 1860. Elle tient son nom de son port dans l'estuaire du fleuve Penobscot, qui demeure généralement sans glace, ce qui en a fait un centre d'échange et d'envois au cours des mois d'hiver. Ainsi, lorsque le fleuve gèle plus haut, certains biens tels la farine transigeaient en grande quantité de Winterport vers Bangor.

## Géographie
| Newburgh (Maine)                    | Hampden (Maine)       | Orrington (Maine) |
| Monroe (Maine)                      | Winterport            | Bucksport (Maine) |
| Prospect (Maine), Frankfort (Maine) | Verona Island (Maine) | Orland (Maine)    |

## Personnalité notables
- Mike Bordick (en), joueur de baseball,
- Joseph E. Brooks (en), législateur et journaliste,
- James Otis Kaler, écrivain,
- Frederick Low, membre du congrès et gouverneur de Californie
- Jonathan Merrill (1801–1848), militaire,
- Michael Thibodeau (en), sénateur,
- Daniel White (en), brigadier général